# Суходоля Анатолій Іванович
Суходоля Анатолій Іванович (нар. 27 березня 1959, Покутинці, Віньковецький район, Хмельницька область, УРСР) — лікар-хірург вищої кваліфікаційної категорії, педагог, науковець.
Доктор медичних наук (1999), Заслужений лікар України (2001), професор, кавалер ордена «За заслуги» ІІ (2022) та ІІІ (2009) ступенів, лауреат Державної премії України у галузі науки і техніки (2012), головний хірург Департаменту охорони здоров’я Хмельницької обласної державної адміністрації, завідувач кафедри хірургії з курсом стоматології факультету післядипломної освіти лікарів Вінницького національного медичного університету ім.М.І.Пирогова.

## Біографія
Народився 27 березня 1959 року в селі Покутинці Віньковецького району Хмельницької області в родині хліборобів.
Після закінчення Чемеровецького медичного училища, навчався на лікувальному факультеті Вінницького медичного інституту ім.М.І.Пирогова, який закінчив у 1984 році.
Після проходження інтернатури, працював ургентним хірургом у Хмельницькій міській лікарні.
З 1995 р.  — головний хірург Департаменту охорони здоров’я Хмельницької обласної державної адміністрації.
З 2000 р. за сумісництвом — асистент кафедри хірургічних дисциплін, з 2001 р.  — завідувач, з 2011 р.  — декан, з 2015 р.  — завідувач кафедри хірургії з курсом стоматології факультету післядипломної освіти ВНМУ ім.М.І.Пирогова (м.Хмельницький).
Одружений. Дружина Валентина Василівна — лікар-пульмонолог. Подружжя виховало доньку і сина, які продовжують батьківську справу.

## Професійна діяльність
Основні напрями наукових досліджень: діагностика та хірургічне лікування виразкової хвороби шлунку, дванадцятипалої кишки, жовчнокам’яної хвороби, гострого панкреатиту, перитоніту, ін.
У 1999 році захистив докторську дисертацію на тему: «Шляхи покращення результатів органозберігаючих операцій при виразковій хворобі дванадцятипалої кишки». 
Автор понад 180 наукових праць, 19 авторських свідоцтв та патентів.
У 2005 році Анатолія Суходолю обрано головою Наукового товариства хірургів Хмельницької області. Також він є членом правління Всеукраїнського громадського об’єднання «Асоціація хірургів України», редакційної колегії журналу «Клінічна хірургія» та двох спеціалізованих вчених рад із захисту дисертацій – при Вінницькому національному медичному університеті імені М. І. Пирогова та Національному інституті хірургії та трансплантології імені О. О. Шалімова НАМН України.
На посаді головного хірурга Департаменту охорони здоров’я, впровадив у Хмельницькій області лапароскопічні операції при жовчнокам’яній хворобі, килах та ін. Хірургами краю були освоєні методи ендопротезування суглобів, ендоваскулярної та кардіохірургії.
Засновник і директор «Подільської приватної хірургічної клініки професора Суходолі».

### Громадська діяльність
Депутат Хмельницької обласної ради VI скликання (2010-2015).

## Нагороди та відзнаки
2001 — Заслужений лікар України
2009 — орден «За заслуги» ІІІ ступеня
2012 — Державна премія України у галузі науки і техніки
2022 — орден «За заслуги» ІІ ступеня